# Palù di Giovo
Palù di Giovo is een plaatsje (frazione) in de gemeente Giovo in de Noord-Italiaanse regio Trentino-Alto Adige. Het ligt 550 meter boven zeeniveau in de Dolomieten en de economie is vooral gericht op wijnbouw.
Palù di Giovo is vooral bekend als de geboorteplaats van een aantal beroemde sporters. De wielrenfamilie Aldo, Diego, Enzo en Francesco Moser en hun aangetrouwde neef Gilberto Simoni komen ervandaan, net als de Italiaans kampioene speerwerpen Cinzia Dallona.